# Dasio (Valsolda)
Dasio (Dàas in dialetto comasco) è una frazione geografica del comune di Valsolda, in provincia di Como, posta a nord e a monte del centro abitato, costituendo l'insediamento abitato più elevato della municipalità.

## Storia
Dasio fu un antico comune del Milanese.
Durante la dominazione spagnola il municipio, come tutti gli altri della valle, disponeva di poteri limitati dato che esigenze pratiche di vita comune avevano fatto sì che la gran parte delle funzioni pubbliche fosse gestita in comune dal consiglio generale della Valsolda. Nel 1786 Dasio entrò per un quinquennio a far parte della Provincia di Como, per poi cambiare continuamente i riferimenti amministrativi nel 1791, nel 1797 e nel 1798. Nel 1799 contò 99 anime, e fu portato definitivamente sotto Como nel 1801.
Soppressa la pieve già dal 1797 all'arrivo delle armate rivoluzionarie francesi, la valle ritrovò ben presto la sua unità amministrativa mediante la fusione di tutti i comuni in un'unica entità alla proclamazione del Regno d'Italia nel 1805.
Il ritorno degli austriaci significò comunque lo scioglimento di tutte le unioni, e per Dasio si aprì più di un secolo di amministrazione separata. Nel 1853 la località risultò essere popolato da 127 anime, scese a 118 nel 1871. Nel 1921 si registrarono 193 residenti. Fu il regime fascista a decidere nel 1928 di sopprimere definitivamente il comune restaurando l'antica unità della valle, creando così il Comune della Valsolda.